# Maqellarë
Maqellarë là một xã trong quận Dibër thuộc hạt Dibër, Albania. Dân số năm 2005 là 12627 người.